# Aplonis corvina
Aplonis corvina е изчезнал вид птица от семейство Скорецови (Sturnidae).

## Разпространение
Видът е разпространен в Микронезия.